# ビットブルク
ビットブルク (独: Bitburg ドイツ語発音: [ˈbɪtbʊʁk])はドイツ連邦共和国 ラインラント＝プファルツ州ビットブルク＝プリュム郡にある市で、同郡の郡庁所在地である。トリーアの北西約25kn、ルクセンブルク市の北東約50kmに位置する。アメリカのシュパングダーレム空軍基地が近郊にある。
第二次世界大戦の米独両軍の戦死者が眠るビットブルク墓地があり、1985年にヘルムート・コール首相とロナルド・レーガン米国大統領が献花したが、この墓地にはナチスの武装親衛隊員も葬られていたため、批判する声もあった（ビットブルク論争、de:Bitburg-Kontroverse）。

## 姉妹都市
- - シェルビービル (Shelbyville), （アメリカ、1962年）
- - ディーキルヒ(Diekirch)（ルクセンブルク、1962年）
- - アルロン(Arlon)（ベルギー、1965年）
- - ルテル(Rethel)（フランス、1965年）
- - バート・ケストリッツ (Bad Köstritz)（テューリンゲン自由州、1992年）